# Strigiforme
Strigiformele sunt un ordin taxonomic de păsări din care fac parte răpitoare nocturne ca bufnița, huhurezul sau cucuveaua. Ordinul cuprinde ca. 200 de specii răspândite pe toate continentele lumii cu excepția continentului Antarctica. Sunt păsări care sunt noaptea active. Ca și păsările din ordinul falconiformes prezintă adaptări foarte variate, neavând însă forme omoloage cu păsările din familia accipitridae care sunt răpitoare de zi.

## Caractere generale
Spre deosebire de Falconiforme, Strigiformele sunt lipsite de gușă dezvoltată, penajul lor este moale și înfoiat din care nu fac nici un zgomot în zbor. Gâtul păsărilor este scurt, pot roti capul peste 180o care este voluminos cu ochi mari, orientați frontal și care sunt înconjurați de câte un disc de pene dispuse radiar, numit „disc facial”. Ciocul este relativ scurt, mult curbat și îngroșat la bază, situat între pene rigide, păroase numite vibrize. 
Baza mandibulei superioare are ca în general păsările de pradă, diurne, cu un înveliș membranos (ceromă) în care se deschid cele două orificii ale nărilor. Degetele sunt prevăzute cu unghii curbate foarte ascuțite, fiind acoperite la majoritatea speciilor mai mult sau mai puțin de pene modificate ca aspect. Degetul extern al păsărilor poate fi orientat și spre înapoi. Strigiformele sunt perfect adaptate la viața nocturnă, având simțul văzului și auzului foarte dezvoltat. Conductele auditive din urechea internă sunt foarte bine dezvoltate, continuându-se spre exterior cu pliuri de piele, ce se desfac ca adevărate pavilioane auditive. Speciile nordice, unde în timpul verii nu este întuneric vânează foarte bine și pe lumină. Hrana păsărilor este constituită din rozătoare, insecte care sunt vânate noaptea sau în crepuscul, ele fiind înghițite de obicei întregi. Resturile de hrană nedigerată sunt eliminate sub formă de cocoloașe (ingluvii). Păsările cuibăresc în scorburi, peșteri sau cuiburile părăsite ale altor specii de păsări. Ouăle sunt albe aproape sferice; clocitul începe după depunerea primului ou, de acea eclozarea puilor nidicoli care sunt acoperiți de puf, nu are loc în același timp. În România trăiesc 11 specii de păsări.

## Specii din România
În avifauna României au fost semnalate 12 specii de strigiforme:
- Familia Strigidae = Strigide
  - Aegolius funereus   (Subspecia Aegolius funereus funereus) = Minuniță, Cucuvaie încălțată
  - Asio flammeus   (Subspecia Asio flammeus flammeus) = Ciuf de câmp,  Ciuf de baltă
  - Asio otus  (Subspecia Asio otus otus) = Ciuf de pădure
  - Athene noctua   (Subspeciile Athene noctua noctua și Athene noctua indigena) = Cucuvea, Cucuvaie, Cucuvaie balcanică
  - Bubo bubo  (Subspecia Bubo bubo bubo și Bubo bubo interpositus) = Buhă
  - Bubo scandiacus (Nyctea scandiaca) = Bufniță de zăpadă - Specie cu prezența incertă
  - Glaucidium passerinum   (Subspecia Glaucidium passerinum passerinum) = Ciuvică,  Cucuvea pitică
  - Otus scops   (Subspecia Otus scops scops) = Ciuș,  Ciuf pitic
  - Strix aluco   (Subspecia Strix aluco aluco) = Huhurez mic, Huhurez de pădure
  - Strix uralensis   (Subspecia Strix uralensis uralensis și Strix uralensis macroura) = Huhurez mare
  - Surnia ulula   (Subspecia Surnia ulula ulula) = Ciuhurez, Ciuhurez porumbac, Ciuhurez undulat
- Familia Tytonidae = Titonide
  - Tyto alba   (Subspecia Tyto alba guttata) = Strigă

## Specii din Republica Moldova
Avifauna Republicii Moldova conține 8 specii de strigiforme:
- Familia Strigidae = Strigide
  - Asio flammeus   (Subspecia Asio flammeus flammeus) = Ciuf de câmp,  Ciuf de baltă
  - Asio otus  (Subspecia Asio otus otus) = Ciuf de pădure
  - Athene noctua   (Subspeciile Athene noctua noctua și Athene noctua indigena) = Cucuvea
  - Bubo bubo  (Subspecia Bubo bubo bubo) = Buhă
  - Otus scops   (Subspecia Otus scops scops) = Ciuș,  Ciuf pitic
  - Strix aluco   (Subspecia Strix aluco aluco) = Huhurez mic
  - Strix uralensis   (Subspecia Strix uralensis liturata) = Huhurez mare
- Familia Tytonidae = Titonide
  - Tyto alba   (Subspecia Tyto alba guttata) = Strigă

## Lista speciilor din România
| Denumirea științifică latină                                              | Denumirea română                              | Subspecii                                                                                  | Categorie fenologică                   | Populația estimată din România                              | Statutul IUCN              | Imaginea |
| Ordinul: Strigiformes                                                     |                                               |                                                                                            |                                        |                                                             |                            |          |
| Familia: Strigidae                                                        |                                               |                                                                                            |                                        |                                                             |                            |          |
| Aegolius funereus (Linnaeus, 1758)                                        | Minuniță, Cucuvaie încălțată                  | Aegolius funereus funereus (Linnaeus, 1758)                                                | Sedentară                              | 600 -1.000 de perechi cuibăritoare                          | Neamenințată cu dispariția |          |
| Asio flammeus (Pontoppidan, 1763)                                         | Ciuf de câmp, Ciuf de baltă                   | Asio flammeus flammeus (Pontoppidan, 1763)                                                 | Sedentară și în pasaj                  | 20-40 de perechi cuibăritoare                               | Neamenințată cu dispariția |          |
| Asio otus (Linnaeus, 1758)                                                | Ciuf de pădure                                | Asio otus otus (Linnaeus, 1758)                                                            | Sedentară                              | 8.000-30.000 de perechi cuibăritoare                        | Neamenințată cu dispariția |          |
| Athene noctua (Scopoli, 1769)                                             | Cucuvea, Cucuvaie, Cucuvaie balcanică         | Athene noctua noctua (Scopoli, 1769) Athene noctua indigena C. L. Brehm, 1855              | Sedentară                              | 15.000 - 40.000 de perechi cuibăritoare                     | Neamenințată cu dispariția |          |
| Bubo bubo (Linnaeus, 1758)                                                | Buhă                                          | Bubo bubo bubo (Linnaeus, 1758) Bubo bubo interpositus Rothschild & E. J. O. Hartert, 1910 | Sedentară                              | 200-700 de perechi cuibăritoare                             | Neamenințată cu dispariția |          |
| Bubo scandiacus (Linnaeus, 1758) (sin. Strix scandiaca, Nyctea scandiaca) | Bufniță de zăpadă, Bufniță polară             |                                                                                            | Apariție accidentală                   | Specie cu prezența incertă, semnalată numai înainte de 1949 | Neamenințată cu dispariția |          |
| Glaucidium passerinum (Linnaeus, 1758)                                    | Ciuvică, Cucuvea pitică                       | Glaucidium passerinum passerinum (Linnaeus, 1758)                                          | Sedentară                              | 2.000-3.800 de perechi cuibăritoare                         | Neamenințată cu dispariția |          |
| Otus scops (Linnaeus, 1758)                                               | Ciuș, Ciuf pitic                              | Otus scops scops (Linnaeus, 1758)                                                          | Migratoare. Oaspete de vară            | 8.000-20.000 de perechi cuibăritoare                        | Neamenințată cu dispariția |          |
| Strix aluco Linnaeus, 1758                                                | Huhurez mic, Huhurez de pădure                | Strix aluco aluco Linnaeus, 1758                                                           | Sedentară                              | 20.000-60.000 de perechi cuibăritoare                       | Neamenințată cu dispariția |          |
| Strix uralensis Pallas, 1771                                              | Huhurez mare                                  | Strix uralensis uralensis Pallas, 1771 Strix uralensis macroura Wolf, 1810                 | Preponderent sedentară                 | 6.000-12.000 de perechi cuibăritoare                        | Neamenințată cu dispariția |          |
| Surnia ulula (Linnaeus, 1758)                                             | Ciuhurez, Ciuhurez porumbac, Ciuhurez undulat | Surnia ulula ulula (Linnaeus, 1758)                                                        | Accidentală în pasaj, oaspete de iarnă | Se cunoaște o singură captură de iarnă                      | Neamenințată cu dispariția |          |
| Familia: Tytonidae                                                        |                                               |                                                                                            |                                        |                                                             |                            |          |
| Tyto alba (Scopoli, 1769)                                                 | Strigă                                        | Tyto alba guttata (C. L. Brehm, 1831)                                                      | Sedentară                              | 500-1.500 de perechi cuibăritoare                           | Neamenințată cu dispariția |          |